# Karl Pflügler
Karl Pflügler (* 9. Oktober 1958) ist ein ehemaliger deutscher Fußballspieler.

## Sportlicher Werdegang
Pflügler spielte wie sein jüngerer Bruder Hans in der Jugend des SV Vötting-Weihenstephan und anschließend des FC Bayern München. Ab Ende der 1970er Jahre spielte der Abwehrspieler dort in der drittklassigen Bayernliga antretenden Amateurmannschaft. Während er sein Abitur machte, hatte er sich unter Trainer Željko Čajkovski als Stütze der Reservemannschaft des Bundesligaklubs etabliert. Im März 1981 zog er sich eine schwere Verletzung zu und musste am Meniskus operiert werden. Nach Wiedergenesung rückte er zeitweise auch in den Bundesligakader, als dieser wegen Verletzungen ausgedünnt war, letztlich blieb er jedoch in der deutschen Beletage ohne Einsatz. 
1986 wechselte Pflügler innerhalb der Liga zur SpVgg Unterhaching. Hatte er unter Peter Grosser in seiner ersten Spielzeit den vierten Platz belegt, qualifizierte er sich unter Trainer Karsten Wettberg mit der Mannschaft als Meister der Spielzeit 1987/88 für die Aufstiegsrunde zur 2. Bundesliga. Nach einem 0:0-Remis zum Auftakt gegen den FV Weinheim folgten Niederlagen gegen Viktoria Aschaffenburg und den 1. FSV Mainz 05, wo er im Rückspiel nach einer Verletzung in der ersten Halbzeit durch Roland Reichel ersetzt wurde. Mit insgesamt vier Pluspunkten verpasste die Mannschaft den Zweitligaaufstieg deutlich. Umso erfolgreicher verließ die Aufstiegsrunde nach der Titelverteidigung in der Bayernliga, dieses Mal stand er in allen sechs Spielen in der Startelf. Nachdem die Mannschaft dort nach Ende der Hinrunde gegen den SV Edenkoben, KSV Hessen Kassel und den SSV Reutlingen bei fünf Punkten ohne Niederlage auf dem ersten Platz stand, wurde es nach einer deutlichen 0:3-Niederlage gegen Reutlingen und einer 2:6-Heimschlappe gegen Hessen Kassel nochmals spannend. Mit einem 2:0-Erfolg durch einen Doppelpack von Michael Binner gegen den SV Edenkoben im Stadion an der Grünau, das erstmals von 6000 Zuschauern besucht worden war, wurde jedoch am letzten Spieltag der Zweitligaaufstieg gesichert. In der zweithöchsten Spielklasse waren die Halbprofis der Spielvereinigung jedoch chancenlos, als Tabellenletzter stieg der Klub auch trotz eines Trainerwechsels von Wettberg zu Jürgen Sundermann direkt wieder ab. Dabei hatte Pflügler 33 Zweitligaspiele bestritten, in denen ihm zwei Tore gelangen. In der Bayernliga-Spielzeit 1990/91 hinkte die Mannschaft dem mittlerweile von Wettberg trainierten Konkurrenten TSV 1860 München hinterher, unter dem seit Januar 1991 im Amt befindlichen Trainer Rudi Fuchs gelang nur die Qualifikation zur Deutschen Amateurmeisterschaft 1991. Dort wurde die Finalteilnahme als Gruppenzweiter hinter der SpVgg Ludwigsburg verpasst, anschließend verließ Mannschaftskapitän Pflügler den Klub.
Ab Sommer 1991 ließ Pflügler seine Laufbahn beim TSV Eching ausklingen, der von seinem Schwager Sepp Summerer trainiert wurde. Dort war er als Libero Mannschaftskapitän, ehe er im Sommer 1992 als Spielertrainer zum SV Pulling weiterzog. Im Herbst 1993 kam es dort zur Trennung, im Frühjahr 1994 schloss er sich dem FC Moosinning als Spieler an. Später kehrte er als Trainer zum SV Vötting-Weihenstephan zurück, ehe er im Februar 2000 Trainer des FC Moosinning wurde.
Hauptberuflich ist der studierte Kaufmann Pflügler als Steuerberater tätig, der seit Mitte der 1980er Jahre eine eigene Kanzlei in Freising betreibt.